# Потингани (Хунедоара)
Потингани (рум. Potingani) насеље је у Румунији у округу Хунедоара у општини Брад. Oпштина се налази на надморској висини од 561 m.

## Становништво
Према подацима из 2002. године у насељу је живело 33 становника, од којих су сви румунске националности.